# Oliver Kirk
Oliver Leonard "Ollie" Kirk (Beatrice (Nebraska), 20 april 1884 - Saint Louis (Missouri), 14 maart 1960) was een Amerikaans bokser in de bantam- en vedergewichtklasse.
Hij won in 1904 twee gouden medailles op de Olympische Zomerspelen. Kirk woog 51,7 kilo en mocht dus zowel in de bantam- als -vedergewichtklasse uitkomen. De eerste medaille won hij door George Finnegan knock-out te slaan. Hij won zijn tweede medaille door in de bantamgewichtklasse Frank Haller te verslaan; hij hoefde hiervoor maar één wedstrijd te boksen, omdat in deze klasse twee mensen deelnamen.
Kirk bokste van 1912 tot 1915, maar wist slechts twee van de vijftien wedstrijden te winnen en besloot zijn bokscarrière te beëindigen.